# ایدن، شهرستان رندولف، ایلینوی
ایدن (به انگلیسی: Eden) یک منطقهٔ مسکونی در ایالات متحده آمریکا است که در شهرستان رندولف، ایلینوی واقع شده‌است. ایدن ۱۶۳٫۰۷ متر بالاتر از سطح دریا واقع شده‌است.